# Manuel García Martínez (escultor imaginero)
Manuel García (Santa Eufemia, Salas,  3 de mayo de 1913-1999) fue un escultor imaginero asturiano con una importante producción artística en España y Sudamérica. Trabajó para particulares y órdenes religiosas, siguiendo el estilo clásico de la escuela barroca española.Tuvo la exclusividad para realizar copias de La Virgen de Covadonga.

## Biografía

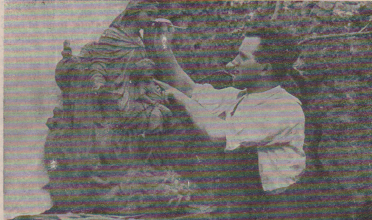
Foto tomada de: Fernández Álvarez, Florentino. La virgen en el Principado de Asturias. Oviedo, 1982

Nació el tres de mayo de 1913 en la aldea de Santa Eufemia perteneciente a la parroquia de Cornellana, concejo de Salas, Asturias. Hijo de los trabajadores del campo Leonardo García Fernández y Rosalía Martínez Velázquez, fue el décimo de trece hermanos. Mientras trabajaba como dependiente en una tienda de Cornellana empezó a formarse en la escultura de manera autodidacta.
En 1939 ingresa en las Escuelas Profesionales Salesianas de Sarriá (Barcelona). A partir de ese momento realizó diferentes trabajos artísticos en varias ciudades de la geografía española como Pamplona o Toledo, si bien desarrolló la mayor parte de su carrera en Asturias.
Fue maestro titular de un taller protegido de imaginería y juez de exámenes en el tribunal para la obtención del carnet de artesano en el arte de la madera. En el año 1968 fue contratado por la Delegación Provincial de Educación y Ciencia como profesor de instituto en El Entrego (Asturias) donde impartió enseñanzas de escultura, dibujo, pintura y manualidades hasta el año 1979, jubilándose de la docencia, aunque continuando con su carrera artística.

## Obra
Aunque también realizó producción en pintura, Manuel destacó por sus innumerables obras escultóricas de carácter religioso, repartidas por España y América. Recogiendo la herencia de las escuelas escultóricas barrocas españolas del siglo XVII, Manuel dominó las técnicas del estofado y el policromado, realizando trabajos en madera, piedra, asta, nácar o marfil. Trabajó por encargo de particulares, órdenes religiosas como los Dominicos o Salesianos, así como para pequeñas parroquias. Poseyó «en exclusiva el permiso para hacer todas las imágenes de «La Santina» que tengan un carácter oficial. Realizó copias exactas de la Virgen de Covadonga de admirable perfección».  Así mismo, realizó numerosas restauraciones de obras barrocas, góticas y románicas. Entre sus principales obras, se pueden nombrar:

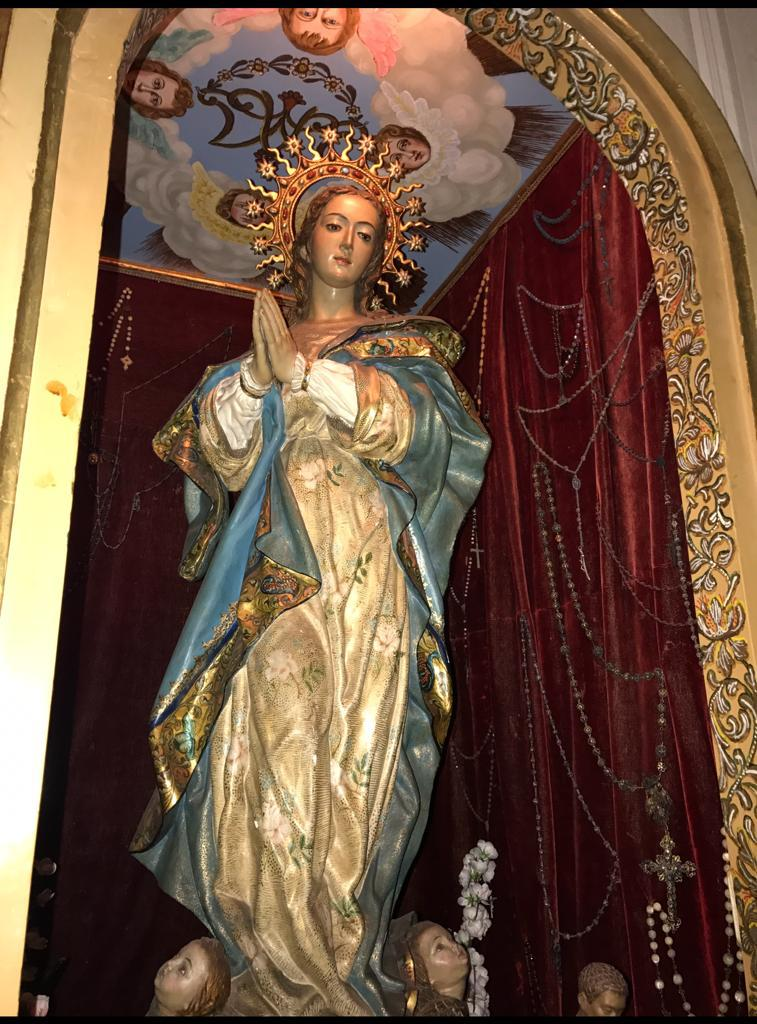
Inmaculada de Manuel García Martínez. Colección particular.

#### En Asturias
- Santuario de Covadonga: Virgen de Covadonga guardiana de la colegiata.[2]
- Iglesia de Santo Domingo (Oviedo): Sagrado Corazón de Jesús.
- Iglesia de Santa María de la Corte (Oviedo): Cristo en la columna (paso de Semana Santa) y Dolorosa.
- Iglesia de San Francisco de Asís (Oviedo): Inmaculada y San José.
- Iglesia del Monasterio de Cornellana: Dolorosa y Sagrada Familia.
- Iglesia parroquial de (Concejo de Salas): Niño Jesús y Dolorosa.
- Capilla de Loreda (Concejo de Salas): Santa Bárbara.[3]
- Santuario del Viso (Concejo de Salas): Virgen del Viso.[4]
- Iglesia de (Concejo de Grao): Virgen del Rosario.
- Santuario del Fresno (Concejo de Grao): San Isidro.
- Iglesia Santa María la mayor y capilla de San Antonio de Moutas (Concejo de Grao): Retablo mayor, Virgen de la Esperanza, Virgen del Valle y Sta. María Micaela.
- Capilla del Palacio de los Selgas: Sta. Teresa, San Luis Gonzaga, San Francisco de Padua, San Pío X y San Melchor.
- Colegiata de Pravia: Virgen del Rosario.
- Capilla palacio de Moutas (Concejo de Pravia): Virgen del Valle.
- Monasterio de Corias (Cangas del Narcea): Virgen de Fátima.
- Iglesia de Santiago de Gobiendes (Concejo de Colunga): Virgen de Fátima.
- Iglesia de Telledo (Concejo de Lena): Santo Domingo.
- Iglesia de Barcia (concejo de Valdés): Virgen del Carmen y Virgen de Fátima.
- Villapedre (Concejo de Navia). Retablo Mayor de la Iglesia (San José).

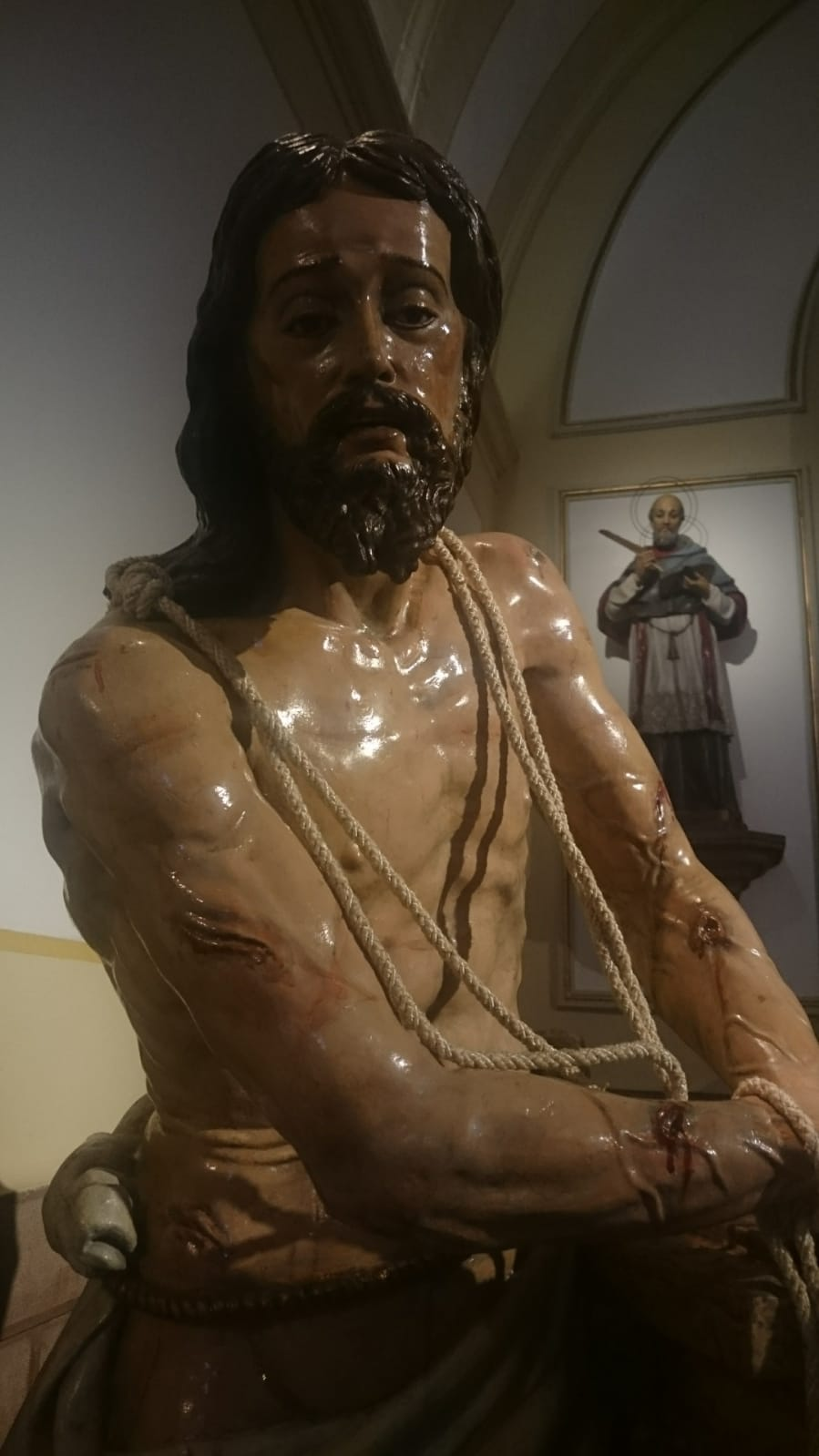
Cristo en la columna de Manuel García Martínez. Iglesia de Santa María la Corte (Oviedo).

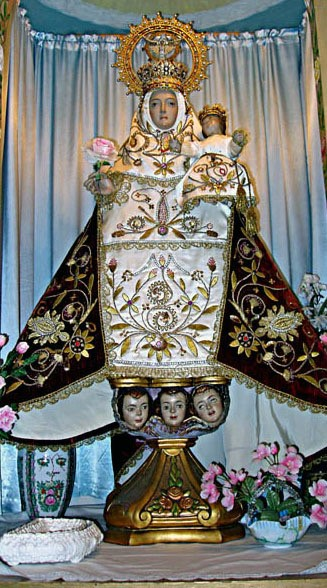
Virgen de Covadonga de Manuel García Martínez. Colección particular.

#### Fuera de Asturias
- Escuelas profesionales de Santo Domingo Sabio, Pamplona: Virgen del Rosario y Fray Escoba.
- Colegio de los Dominicos, Villaba: Santo Domingo y Nacimiento.
- Toledo. Retablo del convento de las monjas dominicas descalzas de Ajofrin.
- Misión de Quince mil (Perú): Santo Domingo y Santa Rosa de Lima.
- Misión Coriberi (Perú) San Jacinto de Polonia y Santo Domingo.
- San Juan de Puerto Rico: San Hilarión.
- Misión Padres Franciscanos Maracaibo (Venezuela): San Antonio.
- Centro Asturiano en Caracas (Venezuela): Virgen de Covadonga, Virgen del Rosario.[5]
- Centro asturiano de México. Virgen de Covadonga.
- Cofradía de nuestra señora de Covadonga de Acapulco. Virgen de Covadonga.

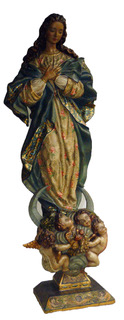
Inmaculada de Manuel García Martínez. Colección particular.

## Premios y reconocimientos
- 1964: Primer premio de artes plásticas concedido por la Obra Sindical de Artesanía y grupo de empresa Ensidesa.
- 1966: Medalla de oro de la Obra Sindical de Artesanía.
- 1967: Primer premio imaginería en el primer concurso provincial de artesanía Luarca concedido por la Obra Sindical de Artesanía.
- 1968:  Segundo premio de escultura celebrado en Oviedo por la Obra Sindical de Artesanía.
- 1971: Premio a la calidad de su obra artesanal concedido por Artespaña.
- 1972: Medalla de plata de la Obra Sindical de Artesanía y distinguido artesano.
- 1975: Diploma de honor por su participación en la exposición nacional celebrada en Granada por Obra Sindical de Artesanía.
- 1980: Diploma de honor en el primer Salón de Artesanía celebrado en Oviedo concedido por la delegación del Ministerio de Cultura y la delegación del Ministerio de Industria y Energía.